# أريك لي فان
اريك لي فـان (بالإنجليزية: Eric Le Van)‏ هو عازف بيانو أمريكي، ولد في 14 يونيو 1964 في لوس أنجلوس في الولايات المتحدة.

## وصلات خارجية
- أريك لي فان على موقع ميوزك برينز (الإنجليزية)
- أريك لي فان على موقع أول ميوزيك (الإنجليزية)
- أريك لي فان على موقع ديسكوغز (الإنجليزية)